# Bolkam
Bolkam ist ein Gemeindeteil von Tuntenhausen im oberbayerischen Landkreis Rosenheim. Im Jahr 1978 wurde Bolkam als Ortsteil von Hohenthann mit dieser ehemals selbständigen Gemeinde zu Tuntenhausen eingegliedert.
Das Dorf liegt circa einen Kilometer südwestlich von Hohenthann.

## Baudenkmäler
Siehe auch: Liste der Baudenkmäler in Bolkam
- Sogenannte Klausenkapelle, erbaut um 1830/40